# 道端俊輔
道端 俊輔（みちばた しゅんすけ、1993年4月24日 - ）は、大阪府岸和田市出身の元社会人野球選手。右投右打。日本高校野球指導者。鹿児島城西高等学校野球部監督。

## 経歴

### 中学時代
岸和田市立土生中学校在学時は大阪南海ボーイズ（ジュニアホークス）に所属。2年時には全日本中学野球選手権大会 ジャイアンツカップに一二三慎太らとともに出場し、優勝を収める。

### 高校時代
高校は智辯学園和歌山高等学校に進学。1年夏からベンチ入りし第91回全国高等学校野球選手権大会に控え捕手として出場、2年時からは正捕手として第82回選抜高等学校野球大会、第92回全国高等学校野球選手権大会、3年時には第83回選抜高等学校野球大会、第93回全国高等学校野球選手権大会にそれぞれ出場し、5季連続甲子園出場を果たす。選手権後、2011年8月28日から開催の第9回AAAアジア野球選手権大会に日本代表の一員に選ばれ、主に指名打者として出場し優勝に貢献、オールスターチーム（ベストナイン）に選出された。
高校の2学年上には岡田俊哉、1学年上には西川遥輝らがいる。

### 大学時代
高校卒業後は早稲田大学に進学。4年時には正捕手として活躍し、春秋のリーグ戦で優勝、ベストナインに選出された。また、東京六大学野球連盟代表として出場した第64回全日本大学野球選手権大会で優勝、同じく第46回明治神宮野球選大会で準優勝の成績を収めた。
同級生には重信慎之介、丸子達也、茂木栄五郎、吉永健太朗らがいる。

### 明治安田生命時代
大学卒業後は、明治安田生命に入社する。入社2年目、2017年の社会人日本選手権では8強進出、入社4年目の2019年の都市対抗では初戦突破に貢献。
社業では、ファイナンシャルプランナー2級など、入社6年で保険営業に必要な24の資格を習得。保険外交員との信頼も大事であり、野球で培った持ち前のコミュニケーション能力を発揮し自らチラシを製作、飛び込みで約40校の中学校を訪問し無償での野球教室を企画。そこで得た人脈で契約を掴み関係性を構築した。
2022年のシーズンオフに現役を引退。高校野球の指導者の道に進むため、2023年1月末で同社を退社した。

### 高校野球指導者として
サラリーマン生活を一区切りし、高校野球の現場に戻るのは当初からの人生設計だった。通信課程で保健体育科の資格履修し、臨時免許を習得。2023年は智弁和歌山の先輩、喜多隆志監督が指揮する興國高等学校の入試広報室で働きながら野球部のコーチとして指導。
その後、智弁和歌山の先輩である明豊・川崎絢平監督から「鹿児島城西で監督を探している」との情報を聞き、学校に手紙を出す。2024年、鹿児島城西高等学校の野球部監督に就任。